# Championnat de France féminin de football 2010-2011
Navigation
Édition précédente Édition suivante
La Division 1 2010-2011  est la 37e édition du championnat de France féminin de football. Le premier niveau du championnat féminin oppose douze clubs français en une série de vingt-deux rencontres jouées durant la saison de football. La compétition débute le samedi 4 septembre 2010 et s'achève le dimanche 29 mai 2011.
Les deux premières places du championnat sont qualificatives pour la ligue des champions féminine de l'UEFA alors que les trois dernières places sont synonymes de relégation en Division 2.
Lors de l'exercice précédent, le Rodez AF et Le Mans FC ont gagné le droit d'évoluer dans cette compétition après avoir respectivement fini premier de leur groupe de seconde division.
L'Olympique lyonnais et le FCF Juvisy, respectivement champion et vice-champion en 2010, sont quant à eux les représentants français en ligue des champions féminine de l'UEFA 2010-2011.
À l'issue de la saison, l'Olympique lyonnais décroche son neuvième titre de champion de France, le cinquième d'affilée, en établissant le record du nombre de points pour un champion de France, 88 points soit 22 victoires en 22 matchs. Dans le bas du classement, Le Mans FC, l'ESOFV La Roche-sur-Yon et le Toulouse FC sont relégués après respectivement une, deux et dix-sept saisons au plus haut niveau.
| \| Olympique lyonnais Paris Saint-Germain Montpellier HSC FCF Juvisy AS Saint-Étienne Rodez AF FCF Hénin-Beaumont Stade briochin FF Yzeure Toulouse FC I ESOFV La Roche-sur-Yon Le Mans FC \| Localisation des clubs engagés dans le championnat. |
| Olympique lyonnais Paris Saint-Germain Montpellier HSC FCF Juvisy AS Saint-Étienne Rodez AF FCF Hénin-Beaumont Stade briochin FF Yzeure Toulouse FC I ESOFV La Roche-sur-Yon Le Mans FC                                                           |

## Présentation
Comme lors de la saison précédente et grâce au bon coefficient UEFA de la France, les deux premières places du championnat sont qualificatives pour la Ligue des champions. Les Lyonnaises, championnes en titre, remettent leur trophée en jeu tout en disputant en parallèle la Ligue des champions 2010-2011. Deuxième du dernier championnat, le FCF Juvisy participe également à cette compétition mais passe par un tour de qualification qui se joue du 5 au 10 août 2010 alors que l'Olympique lyonnais entrera dans la compétition directement en seizièmes de finale. Les douze équipes participant au championnat sont qualifiées pour le challenge de France 2010-2011. La nouveauté de ce dixième trophée est que ces équipes entrent en compétition à partir des trente-deuxièmes de finale et non plus des seizièmes, ce qui oblige chaque équipe à jouer un match supplémentaire par saison si elles veulent détrôner le Paris Saint-Germain, vainqueur du trophée la saison précédente.
En remplacement de l'ASJ Soyaux et de l'AS Montigny, équipes reléguées en fin de saison dernière, deux nouveaux clubs font leur apparition pour la première fois en Division 1, le Rodez AF, vainqueur du championnat de France de seconde division et son dauphin, Le Mans FC plus connu pour son équipe masculine. À la suite de la réforme du championnat de France de seconde division, trois équipes seront reléguées en fin de saison alors que le même nombre les remplacent pour la saison suivante.
À partir de cette saison le FCF Nord Allier Yzeure change de nom et devient le FF Yzeure Allier Auvergne, l'entraîneur emblématique lyonnais Farid Benstiti quitte quant à lui son poste, après neuf années de bons et loyaux services et est remplacé par Patrice Lair dès l'entame de cette nouvelle saison. Le FCF Hénin-Beaumont qui jouait jusqu'à présent au stade Raymond Delabre, évolue désormais au stade Octave Birembaut. Sonia Haziraj, entraîneur/joueuse du Stade briochin, quitte ses fonctions d'entraîneur et est remplacée par Adolphe Ogouyon.

## Participants
Ce tableau présente les douze équipes qualifiées pour disputer le championnat 2010-2011. On y trouve le nom des clubs, le nom des entraîneurs et leur nationalité, la date de création du club, l'année de la dernière montée au sein de l'élite, leur classement de la saison précédente, le nom des stades ainsi que la capacité de ces derniers.
Légende des couleurs
- Qualifié pour la phase finale de la Ligue des champions 2010-2011.
- Qualifié pour le tour de qualification de la Ligue des champions 2010-2011.
- Promu de Division 2.

| Nom du club            | Entraîneur           | Date de création | Dernière montée | Classement 2009-2010 | Stade                      | Capacité | Victoires en championnat |
| ---------------------- | -------------------- | ---------------- | --------------- | -------------------- | -------------------------- | -------- | ------------------------ |
| Olympique lyonnais     | Patrice Lair         | 1970             | 1978            | 1                    | Plaine des Jeux de Gerland | 2 200    | 8                        |
| FCF Juvisy             | Sandrine Mathivet    | 1971             | 1986            | 2                    | Stade Georges-Maquin       | 2 000    | 6                        |
| Paris SG               | Camillo Vaz          | 1971             | 2001            | 3                    | Stade Georges-Lefèvre      | 3 500    | /                        |
| Montpellier HSC        | Sarah M'Barek        | -                | 1997            | 4                    | Stade Joseph-Blanc         | 1 000    | 2                        |
| FF Yzeure              | Johnny Kari          | 1999             | 2008            | 5                    | Stade de Bellevue          | 2 164    | /                        |
| AS Saint-Étienne       | Hervé Didier         | 1977             | 2007            | 6                    | Stade Léon-Nautin          | 1 500    | /                        |
| FCF Hénin-Beaumont     | Philippe Piette      | 1972             | 2003            | 7                    | Stade Octave-Birembaut     | 3 000    | /                        |
| Toulouse FC            | Matthieu Vrilliard   | 1980             | 1994            | 8                    | Stade de la Ramée          | 3 000    | 4                        |
| Stade Briochin         | Adolphe Ogouyon      | 1973             | 2006            | 9                    | Stade Fred-Aubert          | 13 500   | 1                        |
| ESOFV La Roche-sur-Yon | Malika Bousseau      | 1978             | 2009            | 10                   | Stade de Saint-André       | 1 800    | /                        |
| Rodez AF               | Franck Plenecassagne | 1993             | 2010            | D2                   | Stade de Vabre             | 400      | /                        |
| Le Mans FC             | Xavier Aubert        | 1983             | 2010            | D2                   | Stade Léon-Bollée (Annexe) | 4 000    | /                        |

## Compétition

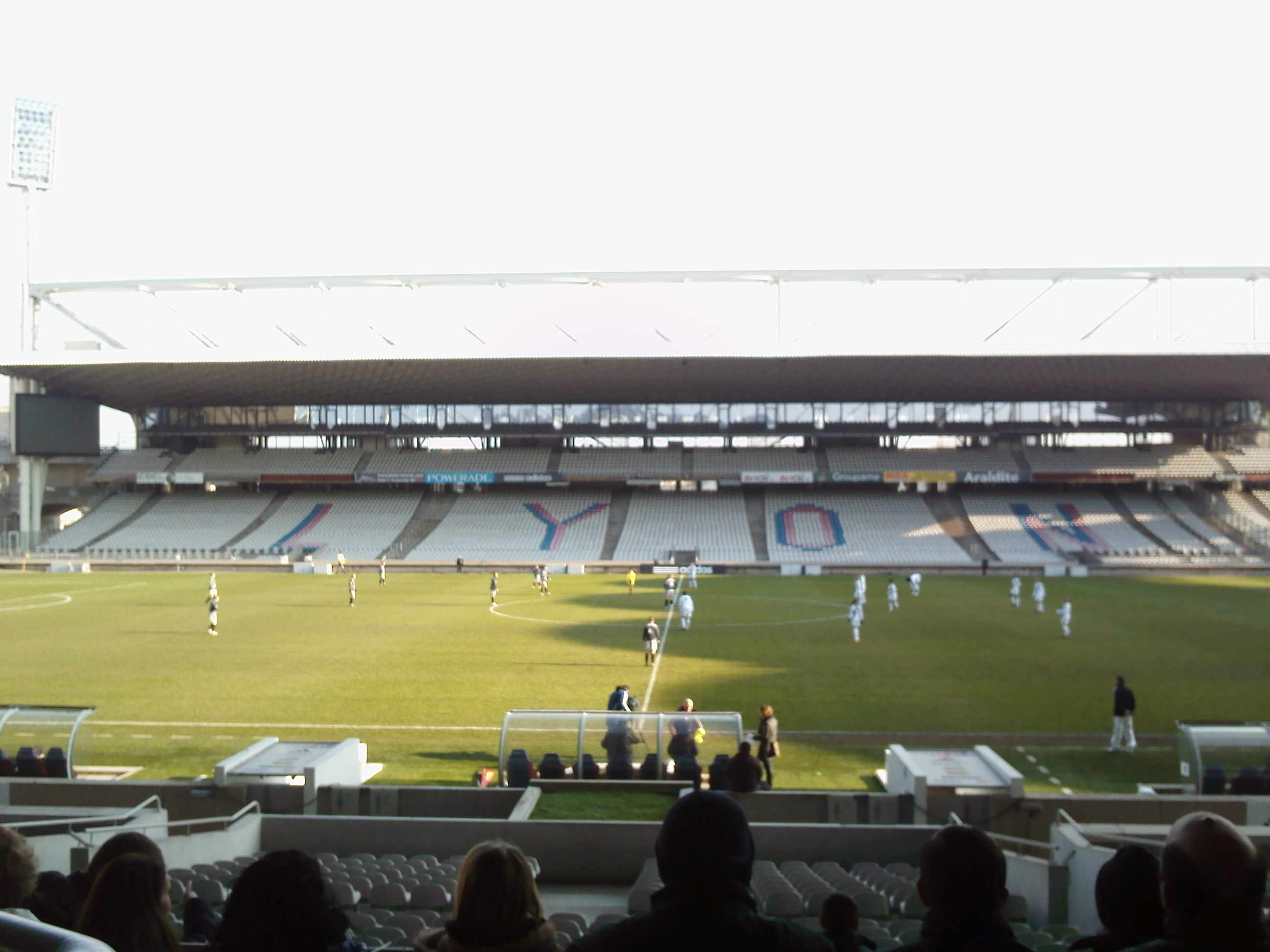
Coup d'envoi du match OL - FCF Juvisy du 23 janvier 2011

### Classement
Le classement est calculé avec le barème de points suivant : une victoire vaut quatre points, le match nul deux et la défaite un.
Les critères utilisés pour départager en cas d'égalité au classement sont les suivants :
1. classement aux points des matchs joués entre les clubs ex æquo ;
2. différence entre les buts marqués et les buts concédés par chacun d’eux au cours des matchs qui les ont opposés ;
3. différence entre les buts marqués et les buts concédés sur la totalité des matchs joués dans le championnat ;
4. plus grand nombre de buts marqués sur la totalité des matchs joués dans le championnat ;
5. en cas de nouvelle égalité, une rencontre supplémentaire aura lieu sur terrain neutre avec, éventuellement, l’épreuve des tirs au but.

| Rang | Équipe                 | Pts | J  | G  | N | P  | Bp  | Bc | Diff |
| ---- | ---------------------- | --- | -- | -- | - | -- | --- | -- | ---- |
| 1    | Olympique lyonnais T   | 88  | 22 | 22 | 0 | 0  | 106 | 6  | +100 |
| 2    | Paris SG               | 74  | 22 | 17 | 1 | 4  | 43  | 16 | +27  |
| 3    | Montpellier HSC        | 71  | 22 | 16 | 1 | 5  | 54  | 13 | +41  |
| 4    | FCF Juvisy             | 70  | 22 | 15 | 3 | 4  | 62  | 30 | +32  |
| 5    | AS Saint-Étienne CF    | 56  | 22 | 11 | 1 | 10 | 25  | 27 | -2   |
| 6    | Rodez AF P             | 45  | 22 | 6  | 5 | 11 | 19  | 29 | -10  |
| 7    | FCF Hénin-Beaumont,    | 45  | 22 | 8  | 2 | 12 | 19  | 37 | -18  |
| 8    | Stade briochin         | 42  | 22 | 5  | 5 | 12 | 17  | 35 | -18  |
| 9    | FF Yzeure              | 39  | 22 | 4  | 5 | 13 | 26  | 57 | -31  |
| 10   | Le Mans FC P           | 39  | 22 | 4  | 5 | 13 | 17  | 51 | -34  |
| 11   | Toulouse FC            | 38  | 22 | 4  | 4 | 14 | 19  | 50 | -31  |
| 12   | ESOFV La Roche-sur-Yon | 33  | 22 | 3  | 2 | 17 | 15  | 71 | -56  |

|  | Qualifié pour la Ligue des champions 2011-2012 (Seizièmes de finale). |
|  | Relégué en Division 2. |
|  | T Tenant du titre. P Promu de Division 2. CF Vainqueur du Challenge de France 2010-2011. Pts points ; G victoires ; N match nuls ; P défaites Bp buts marqués ; Bc buts encaissés ; Diff différence de buts |

Nota :
1. ↑  Le FCF Hénin-Beaumont a été sanctionné par la Fédération française de football de 3 points de pénalités, le club ne disposant pas d’école de football féminine labellisée.

### Résultats
Source : Championnat de France de D1 2010-2011 - Calendrier, sur statsfootofeminin.fr
| Résultats (▼dom., ►ext.)                                   | Hén | Juv | RsY  | Man | Lyo | Mon | Par | Rod | Bri | Sai | Tou | Yze  |
| FCF Hénin-Beaumont                                         |     | 1-2 | 4-1  | 2-1 | 0-1 | 0-3 | 0-4 | 0-1 | 2-1 | 1-0 | 1-0 | 0-2  |
| FCF Juvisy                                                 | 1-1 |     | 7-1  | 5-0 | 1-3 | 3-1 | 0-0 | 4-0 | 1-0 | 2-1 | 4-2 | 6-0  |
| ESOFV La Roche-sur-Yon                                     | 1-0 | 2-3 |      | 1-2 | 0-4 | 0-4 | 1-6 | 0-2 | 2-1 | 0-1 | 1-1 | 2-1  |
| Le Mans FC                                                 | 1-2 | 1-2 | 2-1  |     | 0-4 | 0-5 | 1-2 | 2-1 | 1-2 | 0-3 | 0-0 | 2-2  |
| Olympique lyonnais                                         | 7-0 | 7-1 | 10-0 | 9-0 |     | 1-0 | 3-0 | 1-0 | 3-0 | 8-0 | 6-0 | 13-0 |
| Montpellier HSC                                            | 4-0 | 1-0 | 6-0  | 3-0 | 0-1 |     | 3-1 | 2-1 | 5-0 | 0-1 | 5-1 | 3-1  |
| Paris SG                                                   | 1-2 | 3-1 | 2-0  | 2-1 | 1-2 | 1-0 |     | 3-0 | 3-0 | 1-0 | 1-0 | 2-1  |
| Rodez AF                                                   | 2-0 | 2-4 | 2-0  | 0-0 | 1-3 | 0-2 | 0-1 |     | 0-0 | 2-1 | 0-0 | 1-1  |
| Stade briochin                                             | 0-0 | 0-3 | 4-0  | 1-1 | 1-4 | 0-1 | 0-3 | 1-1 |     | 0-1 | 1-1 | 2-1  |
| AS Saint-Étienne                                           | 3-0 | 1-3 | 4-0  | 0-0 | 0-6 | 0-1 | 0-1 | 1-0 | 2-0 |     | 3-1 | 2-0  |
| Toulouse FC                                                | 1-0 | 0-6 | 3-0  | 1-2 | 1-5 | 0-3 | 1-4 | 2-1 | 0-1 | 0-1 |     | 1-3  |
| FF Yzeure                                                  | 0-3 | 3-3 | 2-2  | 3-0 | 0-5 | 2-2 | 0-1 | 1-2 | 0-2 | 1-0 | 2-3 |      |
| - Victoire à domicile - Match nul - Victoire à l'extérieur |     |     |      |     |     |     |     |     |     |     |     |      |

## Bilan de la saison
| Championnat de France féminin de football 2010-2011 |                               |
| Champion                                            | Olympique lyonnais (5e titre) |
| Dauphin                                             | Paris SG                      |
| Coupes et trophées                                  |                               |
| Vainqueur Challenge de France 2010-2011             | AS Saint-Étienne              |
| Qualifications continentales                        |                               |
| Ligue des champions 2011-2012                       | Olympique lyonnais            |
| Ligue des champions 2011-2012                       | Paris SG                      |
| Promotions et relégations                           |                               |
| Promus en Division 1                                | FC Vendenheim                 |
| Promus en Division 1                                | ASJ Soyaux                    |
| Promus en Division 1                                | AS muretaine                  |
| Relégués en Division 2                              | Le Mans FC                    |
| Relégués en Division 2                              | Toulouse FC                   |
| Relégués en Division 2                              | ESOFV La Roche-sur-Yon        |

## Statistiques
Leader du championnat
Évolution du classement
- Qualifié pour la phase finale de la Ligue des champions.
- Relégué en Division 2.

| Club                   | 1  | 2  | 3  | 4  | 5  | 6  | 7  | 8  | 9  | 10 | 11 | 12 | 13 | 14 | 15 | 16 | 17 | 18 | 19 | 20 | 21 | 22 |
| ---------------------- | -- | -- | -- | -- | -- | -- | -- | -- | -- | -- | -- | -- | -- | -- | -- | -- | -- | -- | -- | -- | -- | -- |
| Olympique lyonnais     | 1  | 1  | 1  | 1  | 1  | 1  | 1  | 1  | 1  | 1  | 1  | 1  | 1  | 1  | 1  | 1  | 1  | 1  | 1  | 1  | 1  | 1  |
| FCF Juvisy             | 6  | 4  | 3  | 5  | 4  | 4  | 4  | 4  | 4  | 4  | 4  | 4  | 4  | 4  | 4  | 4  | 4  | 4  | 4  | 4  | 4  | 4  |
| Paris SG               | 8  | 6  | 5  | 4  | 3  | 3  | 3  | 2  | 3  | 3  | 3  | 3  | 3  | 3  | 3  | 3  | 3  | 2  | 3  | 3  | 3  | 2  |
| Montpellier HSC        | 3  | 3  | 4  | 3  | 2  | 2  | 2  | 3  | 2  | 2  | 2  | 2  | 2  | 2  | 2  | 2  | 2  | 3  | 2  | 2  | 2  | 3  |
| FF Yzeure              | 7  | 9  | 12 | 12 | 12 | 12 | 11 | 12 | 12 | 12 | 12 | 12 | 12 | 12 | 12 | 12 | 10 | 10 | 9  | 8  | 9  | 9  |
| AS Saint-Étienne       | 2  | 2  | 2  | 2  | 6  | 6  | 6  | 6  | 5  | 5  | 5  | 5  | 5  | 5  | 5  | 5  | 5  | 5  | 5  | 5  | 5  | 5  |
| FCF Hénin-Beaumont     | 12 | 12 | 11 | 9  | 7  | 9  | 12 | 9  | 9  | 8  | 7  | 7  | 6  | 6  | 6  | 6  | 7  | 7  | 6  | 6  | 6  | 7  |
| Toulouse FC            | 11 | 11 | 10 | 11 | 11 | 11 | 10 | 8  | 7  | 7  | 8  | 8  | 7  | 7  | 7  | 7  | 8  | 8  | 8  | 10 | 11 | 11 |
| Stade briochin         | 5  | 8  | 8  | 8  | 10 | 10 | 9  | 10 | 11 | 11 | 11 | 11 | 11 | 11 | 9  | 9  | 9  | 9  | 10 | 9  | 8  | 8  |
| ESOFV La Roche-sur-Yon | 9  | 10 | 9  | 10 | 8  | 8  | 8  | 11 | 10 | 10 | 10 | 10 | 10 | 10 | 11 | 11 | 12 | 12 | 12 | 12 | 12 | 12 |
| Rodez AF               | 4  | 5  | 7  | 6  | 5  | 5  | 5  | 5  | 6  | 6  | 6  | 6  | 8  | 8  | 8  | 8  | 6  | 6  | 7  | 7  | 7  | 6  |
| Le Mans FC             | 10 | 7  | 6  | 7  | 9  | 7  | 7  | 7  | 8  | 9  | 9  | 9  | 9  | 9  | 10 | 10 | 11 | 11 | 11 | 11 | 10 | 10 |

Moyennes de buts marqués par journée
Ce graphique représente le nombre de buts marqués lors de chaque journée. Il est également indiqué la moyenne total sur la saison qui est de 19,18 buts/journée.
| Cls | Joueuse           | Club               | Buts |
| --- | ----------------- | ------------------ | ---- |
| 1   | Laëtitia Tonazzi  | FCF Juvisy         | 20   |
| 2   | Sandrine Brétigny | Olympique lyonnais | 19   |
| 3   | Eugénie Le Sommer | Olympique lyonnais | 17   |
| 4   | Louisa Nécib      | Olympique lyonnais | 14   |
| 4   | Marie-Laure Delie | Montpellier HSC    | 14   |
| 6   | Camille Abily     | Olympique lyonnais | 12   |
| 6   | Katia Da Silva    | Paris SG           | 12   |
| 8   | 4 joueuses        | 4 joueuses         | 11   |
| 12  | 2 joueuses        | 2 joueuses         | 10   |
| 14  | 2 joueuses        | 2 joueuses         | 9    |
| 16  | 2 joueuses        | 2 joueuses         | 8    |
| 18  | 3 joueuses        | 3 joueuses         | 7    |
| 21  | 5 joueuses        | 5 joueuses         | 5    |
| 26  | 8 joueuses        | 8 joueuses         | 4    |
| 34  | 16 joueuses       | 16 joueuses        | 3    |
| 50  | 21 joueuses       | 21 joueuses        | 2    |
| 71  | 42 joueuses       | 42 joueuses        | 1    |

| Cls | Joueuse           | Club               | Passes |
| --- | ----------------- | ------------------ | ------ |
| 1   | Élodie Thomis     | Olympique lyonnais | 11     |
| 2   | Lara Dickenmann   | Olympique lyonnais | 9      |
| 3   | Eugénie Le Sommer | Olympique lyonnais | 8      |
| 3   | Sonia Bompastor   | Olympique lyonnais | 8      |
| 5   | Camille Abily     | Olympique lyonnais | 7      |
| 6   | 5 joueuse         | 5 joueuse          | 6      |
| 11  | 8 joueuses        | 8 joueuses         | 4      |
| 19  | 7 joueuses        | 7 joueuses         | 3      |
| 26  | 15 joueuses       | 15 joueuses        | 2      |
| 41  | 35 joueuses       | 35 joueuses        | 1      |